# Arrows A8
O  A8 foi o modelo da Arrows nas temporadas de 1985 e 1986 da Fórmula 1. Condutores: Gerhard Berger, Thierry Boutsen, Marc Surer e Christian Danner.

## Resultados[1]
(legenda) 
| Ano  | Chassi | Motor               | Pneus | N° | Pilotos          | 1   | 2   | 3   | 4   | 5   | 6   | 7   | 8   | 9   | 10  | 11  | 12  | 13  | 14  | 15  | 16  | Pontos | Posição |  |
| ---- | ------ | ------------------- | ----- | -- | ---------------- | --- | --- | --- | --- | --- | --- | --- | --- | --- | --- | --- | --- | --- | --- | --- | --- | ------ | ------- |  |
|      |        |                     |       |    |                  |     |     |     |     |     |     |     |     |     |     |     |     |     |     |     |     |        |         |  |
|      |        |                     |       |    |                  | BRA | POR | SMR | MON | CAN | USE | FRA | GBR | GER | AUT | NED | ITA | BEL | EUR | RSA | AUS |        |         |  |
| 1985 | A8     | BMW M12/13 L4 turbo | G     | 17 | Gerhard Berger   | Ret | Ret | Ret | Ret | 13  | 11  | Ret | 8   | 7   | Ret | 9   | Ret | 7   | 10  | 5   | 6   | 14     | 8º      |  |
| 1985 | A8     | BMW M12/13 L4 turbo | G     | 18 | Thierry Boutsen  | 11  | Ret | 2   | 9   | 9   | 7   | 9   | Ret | 4   | 8   | Ret | 9   | 10  | 6   | 6   | Ret | 14     | 8º      |  |
|      |        |                     |       |    |                  |     |     |     |     |     |     |     |     |     |     |     |     |     |     |     |     |        |         |  |
|      |        |                     |       |    |                  | BRA | ESP | SMR | MON | BEL | CAN | EUA | FRA | GBR | GER | HUN | AUT | ITA | POR | MEX | AUS |        |         |  |
| 1986 | A8     | BMW M12/13 L4 turbo | G     | 17 | Marc Surer       | Ret | Ret | 9   | 9   | 9   | DNS |     |     |     |     |     |     |     |     |     |     | 1      | 10º     |  |
| 1986 | A8     | BMW M12/13 L4 turbo | G     | 17 | Christian Danner |     |     |     |     |     |     | Ret | 9   | Ret | Ret |     | 6   | 8   | 11  | 9   | Ret | 1      | 10º     |  |
| 1986 | A8     | BMW M12/13 L4 turbo | G     | 18 | Thierry Boutsen  | Ret | 7   | 7   | 8   | Ret | Ret | Ret | NC  | 8   |     | Ret |     | 7   | 10  | 7   | Ret | 1      | 10º     |  |

↑1  Utilizou o chassi A9 nos GPs: Alemanha (Boutsen), Hungria (Danner) e Áustria (Boutsen). 